# Stadion v Filipopolisu
Stadion v Filipopolisu je bil starodavni rimski stadion, danes v sodobnem Plovdivu, zgrajen v 2. stoletju našega štetja v obdobju Rimskega cesarstva. Je med največjimi in najbolje ohranjenimi zgradbami iz časa Rimskega cesarstva na Balkanskem polotoku. V času, ko je bil stadion zgrajen, je bil Filipopolis glavno mesto rimske province Trakije.
Stadion, dolg približno 250 m in širok 50 m, je lahko sprejel do 30.000 gledalcev. Danes je delno obnovljen severni zaobljeni del stadiona (spendona) in je med številnimi ohranjenimi stavbami iz rimskih časov ena najbolj prepoznavnih znamenitosti mesta.

## Lega
Danes je stadion v središču Plovdiva, pod glavno ulico za pešce. Severni konec zgradbe je mogoče opazovati na trgu Džumajata. Večji del še vedno leži pod stavbami ob glavni ulici, poteka južno od vidnega dela, kjer so vidni deli v kletnih prostorih več trgovin.
Nenavadno je bil znotraj utrjenega mesta blizu obzidja (večina stadionov drugje je bila zunaj obzidja), na naravnem skledastem terenu med Taksim Tepejem in Sahat Tepejem.

## Arhitektura
Stadion je bil zgrajen v začetku 2. stoletja našega štetja v času vladavine cesarja Hadrijana (vladal 117–138). Približno 240 m m dolg in 50 m širok je lahko sprejel do 30.000 gledalcev. Dolžina steze je en stadion – 625 rimskih čevljev ali 600 grških čevljev ali približno 180 m.
Sedeži za gledalce so razvrščeni v 14 vrst, ki jih prečkajo stopničasti prehodi navzdol do steze. Sedeži so izdelani iz masivnih marmornih kock (40 cm visoke in 75 cm široke), sprednji deli pa so okrašeni s stiliziranimi levjimi šapami. Sprednji del najnižje vrste je obložen z masivnimi marmornatimi 1,80-metrskimi ploščami (ortostati) na masivnih marmornatih blokih. Sedeži iz najvišje vrste so imeli naslonjala.
Tako kot druge cesarske zgradbe za spektakularne dogodke je imel tudi stadion častne sedeže (cavea), ki so jih ohranili napisi v marmornih blokih. Najdeni so bili sedeži z grškimi napisi, ki dokazujejo obstoj posebnih sedežev za pripadnike višjega javnega položaja.
Zunanje stene jame so zgrajene iz granitnih kamnov, ponekod označenih s črkami. Arhitekturni marmorni elementi vhoda in ortostati v prvi vrsti so bili med seboj povezani s svinčenimi železnimi sponami. Glavni južni vhod na stadion tvorijo zidani stebri, okrašeni z marmornimi pilastri in reliefi. Na pilastrih so doprsni kipi Hermesa (hermai) z nagradnimi vazami, okrašenimi s palmetami, nad njimi pa jih spremljajo atributi boga Herakleja (rimskega Herkula) – njegova levja koža, kij in tulec. Pred vhodom je bil odkrit granitni tlak, sestavljen iz šesterokotnih blokov – diagonale 0,70 krat 0,70 m.
Severni ukrivljeni del stadiona je in situ na trgu Džumaja. Tudi pokrit obokan prehod pod stopničastimi vrstami sedežev (cavea) povezuje progo z zunanjo rimsko cesto ob mestnem obzidju.
V 4. stoletju našega štetja je to območje prečkal rimski akvadukt, katerega ločna podpora je ostala.

## Igre
Po epigrafskih in numizmatičnih spomenikih so v mestu prirejali igre, podobne Pitijskim igram v Grčiji. V počastitev obiska rimskega cesarja Karakale (vladal 198–217) leta 214 so igre imenovali Aleksandrije, medtem ko so igre ob obisku njegovega naslednika Elagabala (vladal 218–222) leta 218 imenovali Kedrisijske igre.
Igre je organizirala generalna skupščina province Trakije (latinsko Thracia). V njihovo čast je kraljeva kovnica Trimontium kovala denar z obrazom vladajočega cesarja in vrste atletskih dogodkov, ki so potekali na starodavnem stadionu. Med izkopavanji sfendona so našli marmorno ploščo, ki dokazuje, da so obstajale igre, ki so slavile pobožanstvenega ljubimca cesarja Hadrijana – Antinoja. Votivna plošča, posvečena Antinoju, je razstavljena v regionalnem arheološkem muzeju Plovdiv.
Tekmovalci so tekmovali v dveh starostnih kategorijah – moški in dečki. Agonoteti (organizatorji športnih prireditev) so vodili igre. Športne dogodke so običajno spremljala glasbena, pesniška in likovna tekmovanja.

## Restavriranje in konzerviranje
Stadion je bil odkrit leta 1923. Podrobnejša izkopavanja je približno pol stoletja pozneje izvedla arheologinja Lilija Botušarova.
Leta 1995 je bil stadion uvrščen med kulturne vrednote državnega pomena.
V letih 2010–2013 je bila okolica stadiona dodatno prenovljena.
- Obnova stadiona (1970-ta)

## Galerija
- Trg Džumaja in ostanki sfendone – pogled od zgoraj
- Del sphendone
- Obokana prehodna ulica pod sfendonom
- Trg Džumaja – pogled s severa proti mestnemu obzidju in glavni ulici za pešce
- Stebri akvadukta in utrdbenega zidu
- Detajl signiranega sedeža na sfendonu
- Detajl sedeža, okrašenega z levjo šapo